# Die Herrin von Atlantis (1921)
Die Herrin von Atlantis ist ein 1920/21 entstandenes, französisch-belgisches Stummfilm-Fantasydrama von Jacques Feyder. Dem Film liegt der Roman L’Atlantide von Pierre Benoit zugrunde.

## Handlung
Nordafrika, zur Zeit der französischen Kolonialherrschaft Anfang des 20. Jahrhunderts. Auf einer Erkundungsexpedition geraten die beiden Fremdenlegionäre Hauptmann Morhange und der ihm unterstellte Leutnant de Saint-Avit in der algerischen Nordsahara verloren und werden bewusstlos aufgefunden. Bei seiner Rückkehr zu seiner Einheit erklärt der Leutnant einem Kameraden, was den beiden geschah. Männer hätten ihn und seinen Hauptmann bewusstlos aufgefunden und mitgenommen. Die arabisch wirkenden Männer hätten behauptet, sie seien Untergebene von Antinea, der Herrscherin des einst versunken geglaubten Königreichs Atlantis, und Morhange und ihn in eine verborgene Oase mitgenommen.
Antinea ist eine enigmatische Schönheit, deren Linie nach eigener Aussage bis zu Neptun zurückreicht und der die Männer gleich reihenweise verfallen. All ihre Liebhaber werden wahnsinnig und verüben früher oder später Selbstmord, sollte sich die Königin von ihnen abwenden. Mit großer innerer Willenskraft widersteht Morhange den Betörungen Antineas, woraufhin die Herrscherin in ihrem heiligen Zorn de Saint-Avit dazu anstiftet, seinen Hauptmann zu ermorden. Der Leutnant kann sich der geforderten Bluttat entziehen und entflieht der Oase mithilfe der Thronfolgerin Tanit-Zerga. Ltnt. de Avit hat gerade seine Erzählung beendet, als die Ankunft eines Arabers gemeldet wird: Er soll de Avit und seinen Gesprächspartner zur Königin Antinea führen …

## Produktionsnotizen
Die Herrin von Atlantis entstand überwiegend 1920 im algerischen Sahara-Gebiet (u. a. das Ahaggar-Gebirge im Süden des Landes und die Siedlung Touggourt im Norden) und wurde am 28. Mai 1921 uraufgeführt. Es war Feyders erster abendfüllender Spielfilm. In Deutschland wurde er am 7. Januar 2021 als Video-on-Demand von Arte veröffentlicht.
Der Film soll etwa 1,8 Millionen französische Francs gekostet haben, eine für damalige Verhältnisse enorme Geldsumme. Dennoch erwies er sich als großer Kassenerfolg.
Manuel Orazi entwarf nicht nur die Filmbauten, sondern auch das Filmplakat zu L’Atlantide.

## Weitere Verfilmungen
Der Mythos Atlantis fand Widerhall in einer Reihe von weiteren Filmen. So drehte G. W. Pabst 1932 eine frühe, zweisprachige (französisch und deutsch) Tonfilmversion. Die deutsche Fassung hieß Die Herrin von Atlantis, hatte Brigitte Helm in der Titelrolle und Gustav Diessl als Morhange. 1948 entstand die Neuverfilmung Die Herrin von Atlantis mit María Montez in der Titelrolle. 1961 erschien eine im Vorjahr abgedrehte Version mit Haya Harareet in einer französisch-italienischen Co-Produktion.

## Rezeption
Reclams Filmführer befand zu Die Herrin von Atlantis: „Ein aufwendiger Film, der zwar ein großer Publikumserfolg, aber auch eine künstlerische Enttäuschung wurde. Die Kritik rühmte lediglich die Geschicklichkeit, mit der Feyder die Wüste und den Sand zum Mitspieler gemacht habe.“
Buchers Enzyklopädie des Films resümierte: „Feyder … gelangen … einige spektakuläre Wirkungen bei der Fotografie der riesigen Flächen schimmernden Sandes. Das Publikum wurde für eine seichte Geschichte mehr als entschädigt durch die romantisch-exotische Atmosphäre und die Extravaganz des Produktionsaufwands.“
Jerzy Toeplitz schrieb: „Entgegen der Konvention wurde meist im Freien gedreht. Die eigentliche Heldin des Films war daher die reale Wüste Sahara, grausam und poetisch zugleich.“